# Agrupament Escolta Mare de Déu de Montserrat
L'Agrupament Escolta Mare de Déu de Montserrat és l'agrupament escolta confessional més antic de Catalunya. Forma part de Minyons Escoltes i Guies de Catalunya. El patró del cau és Sant Jordi. Té la seu al carrer Sant Joan de la Salle, 3 a Barcelona.
L'any 1931 Mossèn Antoni Batlle crea l'Agrupament, del qual en fou consiliari, després d'interessar-se per l'escoltisme a través de Josep Maria Batista i Roca. Mossèn Antoni Batlle fou qui introduí la coeducació dins el món de l'escoltisme i el guiatge de Catalunya.